# Lista celor 50 de state ale SUA
Această pagină este o listă a celor 50 de state ale Statelor Unite ale Americii la care se adaugă districtul federal Washington, D.C.. 

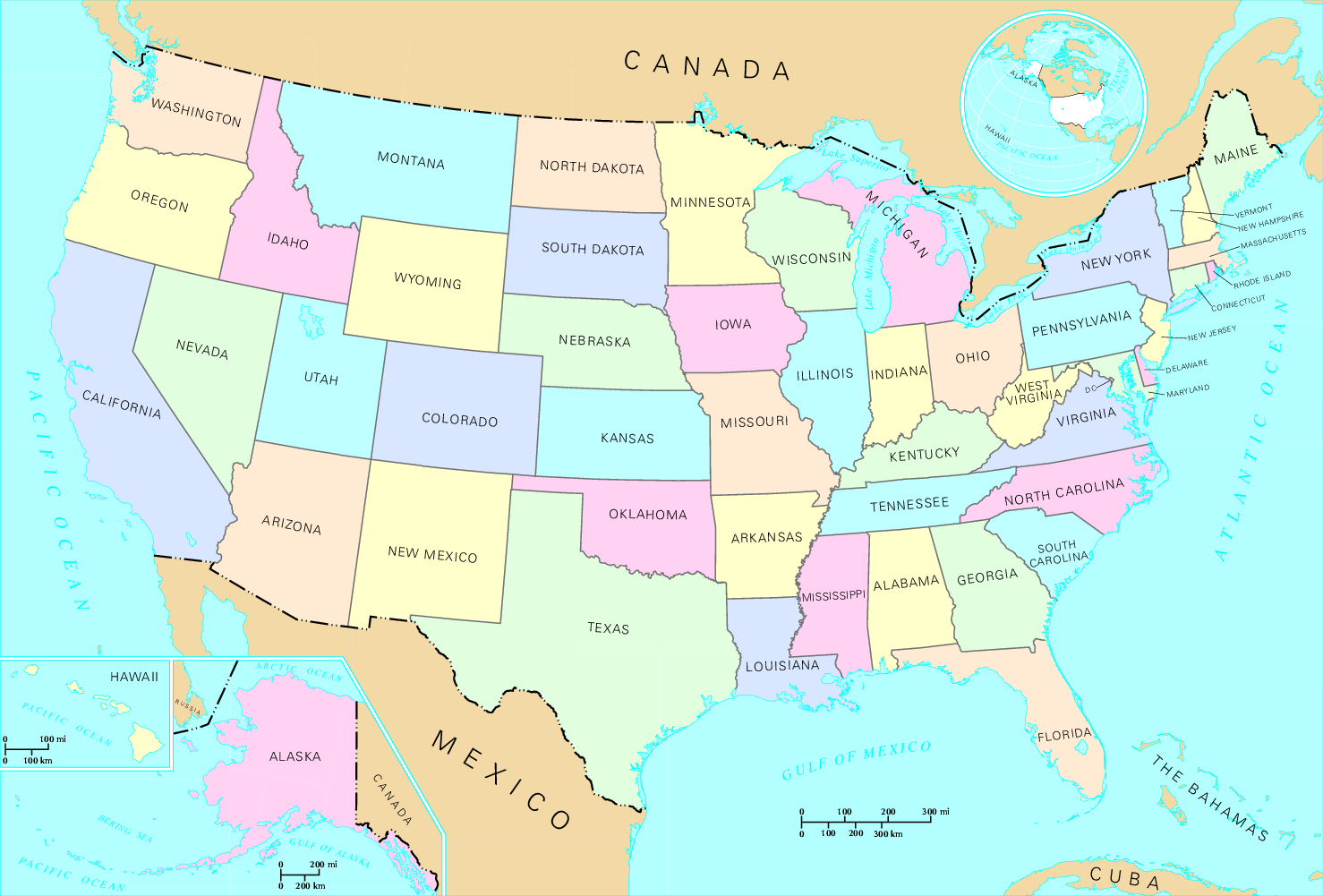
Harta administrativă a Statelor Unite ale Americii.

| - Alabama - Alaska - Arizona - Arkansas - California - Colorado - Connecticut - Delaware - Florida - Georgia - Hawaii - Idaho - Illinois - Indiana - Iowa - Kansas - Kentucky | - Louisiana - Maine - Maryland - Massachusetts - Michigan - Minnesota - Mississippi - Missouri - Montana - Nebraska - Nevada - New Hampshire - New Jersey - New Mexico - New York - Carolina de Nord - Dakota de Nord | - Ohio - Oklahoma - Oregon - Pennsylvania - Rhode Island - Carolina de Sud - Dakota de Sud - Tennessee - Texas - Utah - Vermont - Virginia - Washington - stat - Virginia de Vest - Wisconsin - Wyoming - Washington D.C. |  |